# Yeniceoba
Yeniceoba (/jeniʤeoba/) (kurdiska: Încow, /iːnʤow/) är en kommun i provinsen Konya i Turkiet (centrala Anatolien), med 6 216 invånare i slutet av 2014. Kommunen tillhör distriktet Cihanbeyli och är administrativ huvudort för underdistriktet Yeniceoba.
Majoriteten av befolkningen är kurder.
På sommaren ökar ekonomin märkbart i kommunen, framförallt juni och juli månad. Invånartalet stiger tillfälligt avsevärt till 15 000 och 20 000. Anledningen till det är att nästan hälften av kommunens befolkning som är arbetare i EU-länder och en del som bor i Turkiets storstäder tillbringar sin semester i Yeniceoba. 
Uppskattningsvis är mellan 2 500 och 3 000 personer som är från Yeniceoba bosatta i Sverige. Majoriteten bor främst i Stockholm, Göteborg, Malmö, Jönköping och andra storstäder. 

## Historia

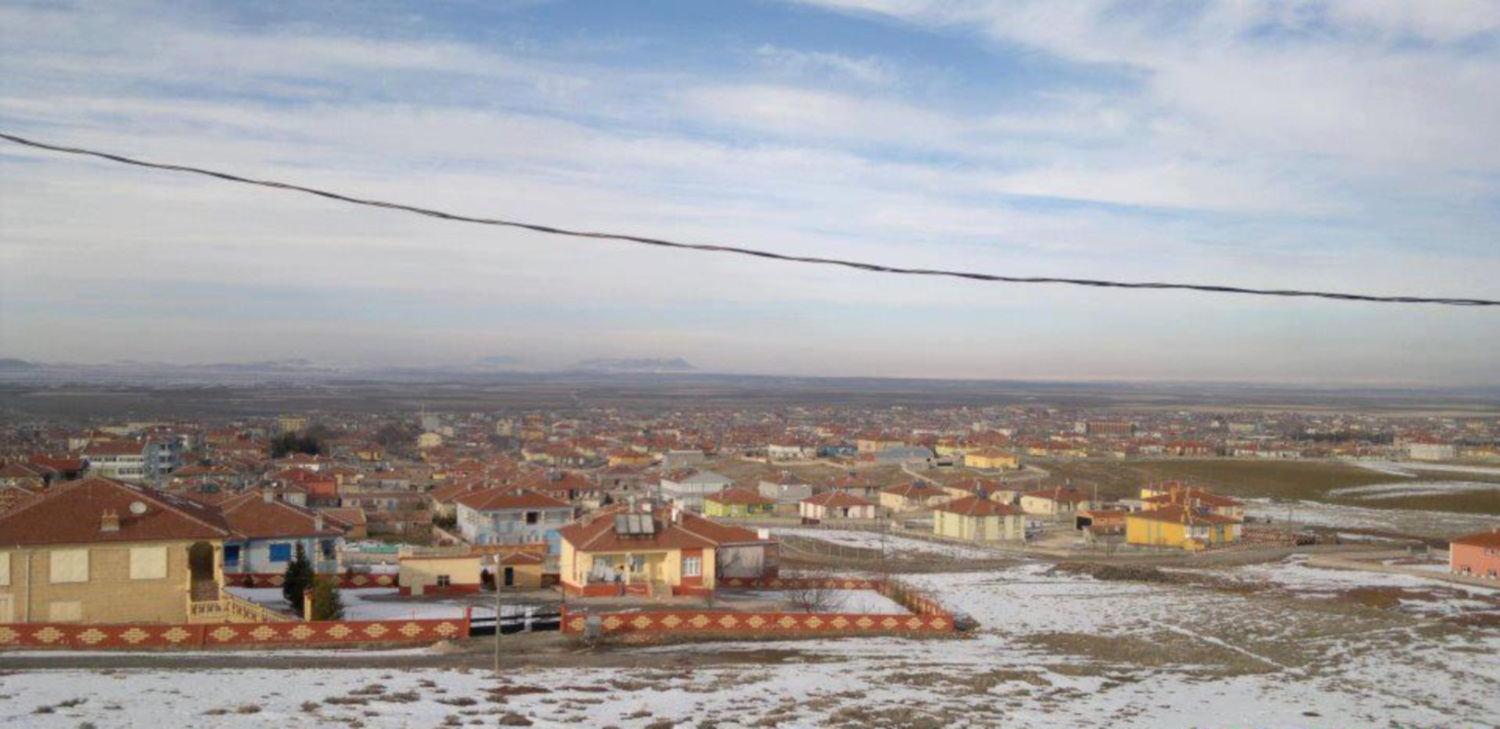
Vy över Yeniceoba.

Kommunens historia är ganska gammal, den sträcker sig långt till hettiterna. Beviset för detta är att man hittat sarkofager från hettiterna under infrastrukturarbete och man upptäckte även gravstenar från Romerska riket. I platåer Tekmezar och Küçükkartal upptäcktes fler gravstenar och ett lejonskulptur från seldjukerna hittades i samband med infrastrukturarbete i ett av kommunens gymnasieskola där man placerat den. De äldsta bosättningarna i Yeniceoba är daterade till Romerska riket och man tror även att grundandet skedde i Romerska riket.
Folket som är bosatta idag i Yeniceoba kommer ursprungligen från Adıyaman, Kahramanmaraş, Malatya och Diyarbakır provinser. År 1800-1850 började kurdiska nomader emigrera och folket bosatte sig på slätten mellan Haymana och Cihanbeyli. De emigrerade först till byn Karagedik som är belägen i Ankara, sen till Pazarözü Yaylası, Tol Yaylası och Haci Bektaş Yaylası som är belägna i Konya. Slutligen bosatte sig folket år 1853 i det området där Yeniceoba ligger idag. Yeniceoba anslöts redan år 1876 till distriktet Ashiret-i Esbikeshan (i nuläget Cihanbeyli) i Osmanska riket. Den 26 mars 1913 bildades den kommunala organisationen för första gången i Yeniceoba och anslöts samma år till distriktet Kadınhanı, som numera är belägen i Konya. Efter att Republiken Turkiet utropades 1923 gjorde man förändringar och införde nya lagar. År 1926 gjorde Republiken Turkiet förändringar, då bröts Yeniceoba ur distrikten Kadınhanı och anslöts tillbaka till distriktet Cihanbeyli. Till följd av förändringar och grundandet av republiken avskaffades den kommunala organisationen och omvandlades till en by samma år den 30 maj 1926. Den 13 november 1955 återupprättades den kommunala organisationen efter knappt 30 år och med sin relativa utveckling och konsumtion har kommunen som huvudmål att bli distrikt.
Den 26 mars 2013 var det 100 år sedan Yeniceoba blev ett kommunalt självstyre för första gången och det firades med 100-årsjubileum.
Förr i tiden bestämde sig folket att utvandra till Europa för att kunna försörja sig bättre. På 1960- och 70-talet utvandrade många till utvecklade europeiska länder såsom Danmark, Tyskland, Schweiz och Sverige där behovet av utländsk arbetskraft var stort. Många utvandrade till Sverige på 1970- och 80-talet för att kunna arbeta några år och sedan återvända. De första som dök upp i Sverige eller andra europeiska länder på den tiden fick man klara sig helt själva utan anhöriga. Kommunikationen skedde främst med kroppsspråk, för att man inte kunde tala något annat språk än kurdiska.
Det sker fortfarande en viss utvandring till europeiska länder, men inte i samma utsträckning som det var mitten i 60-, 70-, 80-, och 90-talet.

## Ekonomi
Varje år varierar produktionen av betor mellan 130 000 och 150 000 ton. Jordbrukskooperativet transporterar varje år 100 000 ton sockerbetor och 60 000 ton spannmål till Konya. Viktiga grödor är korn och vete som man odlar mest. Liten mängd odlas även kummin, linser, kikärter, bönor m.m. En stor del av befolkningen arbetar med jordbruk, boskapsskötsel och transporterar gods, vilket bidrar till att ekonomin växer i Yeniceoba. 80% av befolkningen arbetar med jordbruk, 10% av befolkningen arbetar med tillverkning i industriområdet och en del arbetar inom tjänstesektorn. Det finns även ett flertal plast-, verktygsindustrier, verkstäder som producerar marmor, möbeltillverkare och verkstäder som producerar jordbruksredskap och maskiner. De flesta är affärsmän och driver butiker. Vid 1940-talet införde man för första gången moderna skördare och traktorer till jordbruket. Mjölkproduktionen är mycket låg. Under de senaste åren har det skett en rörlighet i mjölkproduktionen och inte lyckats höja den till önskad nivå.

## Geografi
Ytan består övervägande av jordbruksmark. Kommunen täcker med en area på ungefär 400 km² stort. I söder gränsar kommunen mot huvuddistrikten Cihanbeyli, i nordost mot distrikten Kulu, i norr mot distrikten Haymana som är belägen i Ankara och i väster mot distrikten Yunak som är belägen i Konya.

### Klimat
Yeniceoba har ett kontinentalt klimat med varma, torra somrar och kalla, regniga vintrar. Nederbörden uppstår oftast under vinter och vår månaderna. Området är Turkiets minst regniga område. December är den regnigaste månaden i genomsnitt 43 millimeter och den torraste månaden augusti i genomsnitt bara 6 millimeter regn. Den totala genomsnittliga årsnederbörden uppgår till 341 millimeter. Skillnaden mellan dag och natt temperaturen är ganska hög under sommarperioder. Kommunens lägsta temperaturen uppmättes februari 1974, med -23,0 grader. Den högsta temperaturen, 43 °C noterades i kommunen juni 1973, vilket anses vara rekordhögt.
|                                            | Jan  | Feb  | Mar  | Apr  | Maj  | Jun  | Jul  | Aug | Sep  | Okt  | Nov  | Dec  |
| ------------------------------------------ | ---- | ---- | ---- | ---- | ---- | ---- | ---- | --- | ---- | ---- | ---- | ---- |
| Normaldygnets maximitemperaturs medelvärde | 5    | 6    | 12   | 18   | 22   | 27   | 30   | 30  | 26   | 20   | 12   | 6    |
| Normaldygnets minimitemperaturs medelvärde | −4   | −4   | 1    | 4    | 9    | 13   | 17   | 17  | 12   | 6    | 0    | −3   |
|                                            |      |      |      |      |      |      |      |     |      |      |      |      |
| Nederbörd                                  | 31,0 | 28,2 | 24,8 | 36,0 | 34,1 | 21,0 | 21,7 | 6,2 | 21,0 | 34,1 | 39,0 | 43,4 |

| Diagram | temperaturer i °C • månadsnederbörd i mm | temperaturer i °C • månadsnederbörd i mm | temperaturer i °C • månadsnederbörd i mm | temperaturer i °C • månadsnederbörd i mm | temperaturer i °C • månadsnederbörd i mm | temperaturer i °C • månadsnederbörd i mm | temperaturer i °C • månadsnederbörd i mm | temperaturer i °C • månadsnederbörd i mm | temperaturer i °C • månadsnederbörd i mm | temperaturer i °C • månadsnederbörd i mm | temperaturer i °C • månadsnederbörd i mm | temperaturer i °C • månadsnederbörd i mm |
|         | 31 5 -4                                  | 28 6 -4                                  | 25 12 1                                  | 36 18 4                                  | 34 22 9                                  | 21 27 13                                 | 22 30 17                                 | 6 30 17                                  | 21 26 12                                 | 34 20 6                                  | 39 12 0                                  | 43 6 -3                                  |

## Näringsliv
Yeniceoba anses vara en viktig handelsplats bland befolkningen runt om i kommuner och byar. Näringslivet i Yeniceoba består främst av jordbruk och industri där många av befolkningen är sysselsatt inom detta. De senaste 15 åren har antalet företag inom kommunen ökat och det finns en rad bygg-, livsmedel-, restaurang-, vård- och serviceföretag inom kommunen. Finns även en rad guldbutiker, posttjänster, bank, klädaffärer med mera.
Chokladkexfabriken Alpek och mjölfabriken Akifoğlu är största företagen som är verksamma i Yeniceoba.

## Kommunikationer

### Vägar
Riksvägen D 715 mellan Ankara och Konya passeras 15 km utanför kommunen i riktning mot öster. Många vägar har förbindelser från Yeniceoba till byar och kommuner vilket underlättar framkomligheten. Avståndet från Yeniceoba till huvuddistrikten Cihanbeyli är 30 km, till Konya 130 km och till Turkiets huvudstad Ankara 160 km. I kommunen saknas kollektivtrafik. Som kollektivtrafik används bara buss till Ankara, Konya och Cihanbeyli.

## Vänort
Yeniceoba är sedan 2006 en vänort till Ishøjs kommun i Danmark.

## Kända personer från Yeniceoba
- Cem Alpek, fotbollsspelare
- Toktamış Ateş, professor
- Fehmi Demir, politiker
- Musa Kart, karikatyrtecknare
- Serkan Köse, politiker (Socialdemokraterna)